# Mausam Khatri
Mausam Khatri (ur. 10 grudnia 1990) – indyjski zapaśnik walczący w stylu wolnym. Dwunasty na mistrzostwach świata w 2011. Brązowy medalista igrzysk azjatyckich w 2010 i dziesiąty w 2018. Wicemistrz igrzysk Wspólnoty Narodów w 2018. Piąty na mistrzostwach Azji w 2011. Mistrz Igrzysk Azji Południowej w 2016. Mistrz Wspólnoty Narodów w 2009 i 2011, a drugi w 2017 roku.
W listopadzie 2012 roku został zdyskwalifikowany na piętnaście miesięcy po wykryciu w jego organizmie metyloheksanaminy. Absolwent Maharshi Dayanand University w Rohtak.